# Leporinus obtusidens
Espèce
Statut de conservation UICN

 LC  : Préoccupation mineure
Le Boga (Leporinus obtusidens) est une espèce de poissons appartenant à la famille des Anostomidae, elle-même de l'ordre des Characiformes. On le trouve essentiellement en Amérique du Sud, dans les bassins du Río Paraná, de l'Uruguay et du Rio São Francisco.